# Club Deportivo Atlético Marte
El Club Deportivo Atlético Marte fue un equipo de fútbol que militó en la Primera División de El Salvador. Su sede fue el Estadio Cuscatlán. Fue fundado en el año 1950, y ha ostentado el título de campeón nacional en ocho ocasiones, todos en torneos largos. En el 2002 fue relegado a Segunda División pero retornó a la liga de privilegio el 14 de junio de 2009, teniendo una buena representación en el torneo corto 2013 con 17 de los 18 partidos sin perder.

## Historia

### Primeros títulos
A finales de los años 1940, con la disolución del Club Deportivo España de la ciudad de San Salvador, se formó otro equipo que llevó por nombre Alacranes Fútbol Club, conformado por algunos jugadores del España. El 22 de abril de 1950 dicho equipo cambió su nombre al de "Club Deportivo Atlético Marte", por iniciativa del jugador Conrado Miranda, y siendo presidente del Alacranes el coronel José Castro Méndez. El primer triunfo resonante del conjunto «marciano» se logró en 1952 ante el Deportivo Saprissa en suelo costarricense con marcador de 2-0.
| Fecha | Condición | Equipo         |                        | Resultado |                       | Equipo             | Espectadores |
| ----- | --------- | -------------- | ---------------------- | --------- | --------------------- | ------------------ | ------------ |
| 1952  | Amistoso  | Atlético Marte | Bandera de El Salvador | 2 - 0     | Bandera de Costa Rica | Deportivo Saprissa | 10 000       |
Para 1955 el Atlético Marte se alzó con su primer título nacional que se decidía mediante dos rondas de todos contra todos, con una plantilla de jugadores que incluía a Manuel «Tamalón» Garay como portero; Antonio Montes, Armando Larín, Rutilio Rivera, y Luis «Loco» Regalado, como defensores; y completado por Conrado Miranda, que también ejercía como técnico, junto a los argentinos Gerónimo Pericullo, Juan Bautista Pérez y Raúl «Pibe» Vásquez. Esta misma base de jugadores logró el segundo título consecutivo en 1956, con Miranda e Isaías Choto como directores técnicos. 
En su corta historia, el Marte alcanzó la tercera corona consecutiva del fútbol salvadoreño en la temporada 1956/57, con otros futbolistas de renombre que reforzaron sus filas, entre ellos el portero Francisco «Paco» Francés, el argentino Rodolfo Baello y los nacionales Zenón Castillo y Julio César «Muñeca» Mejía. 

### La segunda doble corona
Los «marcianos» entraron en una etapa de sequía hasta el final de la década de los años 1960 cuando en la temporada 1968/69, bajo la dirección del chileno Hernán Carrasco, ganaron el cuarto campeonato nacional con un equipo base de la selección salvadoreña, entre los que se encontraban Raúl «Araña» Magaña como portero; los defensores Guillermo «Loro» Castro y Edgar «Pata gorda» Morales; los volantes José «Ruso» Quintanilla, Mauricio «Pachín» González y el chileno Ricardo Sepúlveda; junto a los delanteros Ernesto Hugo Aparicio y Sergio Méndez. El equipo volvió a repetir el campeonato en la temporada de 1970, el quinto de su historia, siempre al mando del chileno Carrasco. Para esta ocasión se añadieron los nombres de Manuel Cañadas, y los brasileños Elenilson Franco y Odir Jacques, entre otros. Otro suceso notable fue el enfrentamiento contra el Santos de Pelé en 1971, el cual tuvo lugar en el Estadio Revolución de la ciudad de Panamá, que terminó con empate de un gol por bando. En este juego, el conjunto salvadoreño contó con el refuerzo de Luis «Cascarita» Tapia.

### Los años 1980
Otra década pasaría para que el conjunto azul y blanco se agenciara otro título nacional, precisamente en el campeonato 1980/81. Para entonces el campeón de liga ya se decidía con una ronda final posterior a la temporada regular. El Atlético Marte se ubicó como segundo lugar tras las veinte jornadas, por detrás del Club Deportivo Santiagueño, al que enfrentó en la final tras superar en semifinales al Alianza Fútbol Club. El Marte se impuso al conjunto de Santiago de María con marcadores de 2-1 y 3-1. Lo más destacado de esta sexta corona era que la plantilla «marciana» se encontraba integrada únicamente por jugadores nacionales, entre ellos: Carlos Cañadas como portero; Milton Campos, Manuel Ramos y Ramos y Ramón Fagoaga como defensores; Norberto Huezo en la zona media; y Miguel González junto a Jorge Salomón Campos como atacantes. También su director técnico era salvadoreño: el profesor Armando Contreras Palma.
Como campeón nacional, se apuntó para la Copa de Campeones de la Concacaf 1981, en la que superó la primera ronda al imponerse sucesivamente al Juventud Retalteca (2-2, 3-1); Tigres UANL de México (1-1, 1-0), y Marathón de Honduras, por retiro de este equipo. En la final a doble juego en Paramaribo ante SV Transvaal, perdió el primer juego (0-1) y empató el segundo (1-1), por lo que se agenció el subcampeonato regional.
Para la temporada 1982, los «carabineros» quedaron en el segundo puesto de la temporada regular, por detrás del club Deportivo Independiente de San Vicente. Al clasificar a semifinales, superaron a Once Lobos con marcadores de 2-0 y 1-1; y por el campeonato superaron claramente al Independiente con marcadores de 1-0 y 2-0, por lo que obtuvieron el séptimo título de la Liga Mayor salvadoreña. Nuevamente el equipo se encontraba dirigido por Contreras Palma quien tenía como auxiliar a Juan Ramón «Mon» Martínez. 
Tres años después, en la temporada de 1985, los «Mustang azules» se ubicaron al tope de la tabla tras las dieciocho jornadas, y clasificaron a la fase final junto al Club Deportivo Águila, Alianza Fútbol Club y Club Deportivo Luis Ángel Firpo, y entre ellos jugaron otra ronda de todos contra todos desarrollada en el estadio Cuscatlán. Alianza se ubicó en el primer puesto, por lo que debió jugar la final a doble juego contra el Atlético Marte, el mejor de la temporada regular. El Marte tenía entre sus filas a renombrados jugadores como Carlos «Cacho» Meléndez, José Luis Rugamas, Ramón Fagoaga, Marcial Turcios, Guillermo Ragazzone, José María «Mandingo» Rivas, y los uruguayos Raúl Esnal y Mario Figueroa.
Dicha final fue memorable. El campeón del torneo se decidiría por puntos acumulados: el Alianza triunfó en el primer juego 5-3 el día 22 de diciembre; y dada la necesidad de programar el siguiente encuentro antes del final del año, se jugó el día 25 de diciembre, por lo que ha sido el único partido llevado a cabo en el día de Navidad en la historia del fútbol salvadoreño. El Marte ganó en el tiempo regular 3-2, pese a la ausencia de varios importantes jugadores por expulsión en el encuentro anterior. Por tanto, era necesario decidir el triunfador en tiempo extra sin importar el marcador de los dos juegos, en el que el Atlético Marte encajó dos goles y se alzó con la octava corona.

### Campeón de la Recopa de Concacaf
Entre las temporadas 1986/87 y 1990/91 el Atlético Marte tuvo tres clasificaciones a semifinales, pero en noviembre de 1991 clasificó al torneo Recopa de la Concacaf tras superar al Luis Ángel Firpo. En la primera fase realizada en Guatemala, logró el primer puesto del grupo al batir a Real Estelí (3-0) y al Saprissa (1-0), y empatar con Comunicaciones (1-1); y en la fase final, también desarrollada en Guatemala, terminó como el campeón del evento regional al imponerse a la Universidad de Guadalajara (1-0), y al Racing Club de Haití (4-1), y pese a la derrota con el Comunicaciones (0-1). Este triunfo ha sido el último alcanzado en un evento oficial de Concacaf por parte de un equipo salvadoreño.

### Declive y descenso a la Segunda División
En lo que restaba de la década de los años 1990, el equipo se mantuvo como animador del torneo nacional y en 1996/97 cambió su nombre a Atlético Árabe Marte. En esos años pasaron por sus filas jugadores como el brasileño Rodinei Martins, el peruano Alberto «Chochera» Castillo, y el argentino Emiliano Pedrozo.
En la etapa de torneos cortos, el Atlético Marte entró en declive al inicio de los años 2000. Aparte de caer en crisis económica, acabó en el último puesto de la tabla acumulada de los torneos Apertura 2001 y Clausura 2002, lo que determinó su descenso a la Segunda División. 
Pese a esta difícil etapa, hubo dirigentes allegados a la historia del Marte que no lo abandonaron. Quien lideró esta campaña para retornar al equipo a la máxima categoría fue Raúl Alfredo Magaña quien animó a patrocinadores y directivos para emprender un proyecto. Además, en este período llegó a cambiar su nombre por el de Atlético Marte Quezaltepeque, por lo que cambió su sede a este municipio, hasta el año 2008 cuando regresa a San Salvador.

### Retorno a Primera División
El torneo Apertura 2008, el Marte logró el primer título de torneos cortos de la mano del director técnico argentino Ramiro Cepeda, al batir en la final al Municipal Limeño con marcador de 2-1. Por tanto, para lograr el ansiado retorno a la máxima categoría debía ganar también el Clausura 2009, pero el objetivo no se cumplió al quedar en semifinales. La oportunidad para el ascenso vendría entonces por medio de una final contra el ganador de este torneo, AFI El Roble. Dicho juego se llevó a cabo el 14 de junio en el estadio Cuscatlán, en el que el «equipo bandera» se agenció el título de la Liga de Ascenso y por tanto el retorno a la Primera División, al superar al rival por la mínima diferencia. El gol fue anotado por Roberto Maradiaga, mientras que Cepeda se mantenía como director técnico.

### Apertura 2013
En el Torneo Apertura 2013, el Atlético Marte realizó su mejor desempeño en los torneos cortos del fútbol salvadoreño, ya que lideró la tabla de clasificación al término de la primera fase, por lo que logró entrar a semifinales, algo que no había sucedido desde el Clausura 1999. Bajo la dirección del técnico nacional Guillermo Rivera, el equipo se mantuvo invicto hasta la penúltima jornada, ya que cayó derrotado ante la Universidad de El Salvador en la fecha final de las dos vueltas de clasificación. Sin embargo, quedó fuera de disputar la final al caer contra el Isidro Metapán con marcadores de 0-1 en la ida, y 2-2 en la vuelta. En este certamen el delantero marciano Gonzalo Mazzia, originario de Argentina, empató la tabla de goleadores con 13 tantos con Jesús Toscanini del Juventud Independiente.

### Segundo descenso y permanencia en Primera División
Los malos resultados volvieron a llegar para el Atlético Marte en el Apertura 2014 lo que obligó al cese del entrenador Guillermo Rivera quien dejó al equipo en el penúltimo lugar de la tabla. La suerte no mejoró en el Clausura 2015 con dos entrenadores extranjeros —«Chiqui» García y Daniel Fernández— y tras una cerrada disputa por el último lugar de la tabla general con el Pasaquina F. C., los marcianos acabaron a un punto del conjunto oriental para abandonar nuevamente la Primera División. Sin embargo, la dirigencia compró una de dos franquicias disponibles con la ampliación a 12 equipos en el torneo y de esta manera se mantuvo en la categoría.

### Tercer descenso
La inestabilidad del equipo en Primera División no varió con respecto a la temporada anterior. En el Torneo Apertura 2015 el equipo terminó en el noveno puesto a un punto por encima de la Universidad de El Salvador. Sumado a esto el recambio de entrenadores tampoco solventó la situación: Carlos Meléndez, Douglas Vidal Jiménez, Juan Sarulyte y Efraín Burgos se sucedieron para tomar la dirección del banquillo, pero a la llegada de la vigésima jornada del Clausura 2016 la UES se despegó a ocho puntos de distancia en el fondo de la tabla acumulada, con solamente seis en disputa en el campeonato, lo que sentenció el tercer descenso del cuadro bandera a la Segunda División.

## Uniforme
En el uniforme de local del Atlético Marte predominó el color azul en su camisola, calzoneta y medias, con ribetes de color blanco. Originalmente su indumentaria era conformada por una camisola de color crema y calzoneta ocre. Estos colores cambiaron en 1959 al uniforme tradicional de azul y blanco.

## Entrenadores con palmarés
| Los siguientes entrenadores ganaron al menos un trofeo con Atlético Marte |               |                                    |
| Nombre                                                                    | Periodo       | Trofeos                            |
| Emilio Guardado                                                           | 1950–52       | 2 TBD                              |
| Conrado Miranda                                                           | 1955–57       | 3 Liga Mayor de Fútbol             |
| Marcelo Estrada                                                           | TBD           | 1 TBD                              |
| Hernán Carrasco Vivanco                                                   | 1968–70, 2002 | 2 Liga Mayor de Fútbol             |
| Armando Contreras Palma                                                   | 1981–85       | 3 Liga Mayor de Fútbol             |
| Carlos Jurado & Juan Ramón Paredes                                        | 1991          | 1 Recopa de la Concacaf 1991       |
| Ramiro Cepeda                                                             | 2008–10       | 1 Liga de Plata Fútbol Salvadoreño |

## Jugadores destacados
| - Alfredo Rivera - Edgar Morales - Wilfredo Huezo - Rodolfo Ruiz - Alfredo Erazo - Alfredo Ruano - Miguel González - Manuel Cañadas - Guillermo Ragazzone - Juan Ramón Martínez |

## Palmarés
Torneos nacionales (9)
| Competición nacional   | Títulos                                                  | Subcampeonatos |
| ---------------------- | -------------------------------------------------------- | -------------- |
| Primera División (8)   | 1955, 1956, 1956-57, 1968-69, 1970, 1980-81, 1982, 1985. |                |
| Torneo de Copa (1)     | 1990-91                                                  |                |
|                        |                                                          |                |
| Segunda División (1/1) | Ap. 2008.                                                | Ap. 2002.      |
| Tercera División (2)   | 1989-90, Ap. 2019-20                                     |                |

Torneos internacionales (2/1)
| Competición internacional                  | Títulos | Subcampeonatos |
| ------------------------------------------ | ------- | -------------- |
| Liga de Campeones de la Concacaf (0/1)     |         | 1981           |
| Recopa de la Concacaf                      | 1991-92 |                |
| Copa Centroamericana Campeones de Copa (1) | 1991    |                |